# 火星天文學

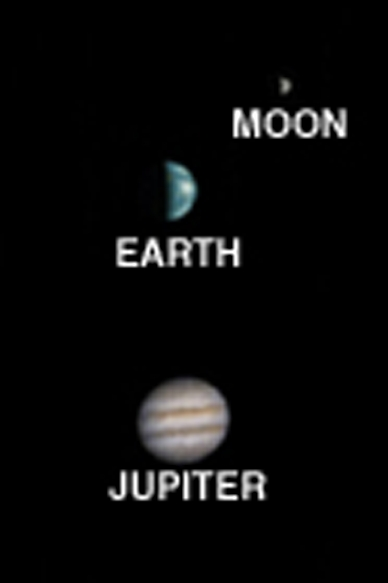
由火星全球探勘者號用火星軌道照相機 (MOC) 在2003年拍攝的兩張不同的照片合成的地球、月球、和木星影像。

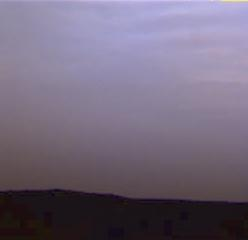
水冰的雲使火星的天空轉變成紫色。

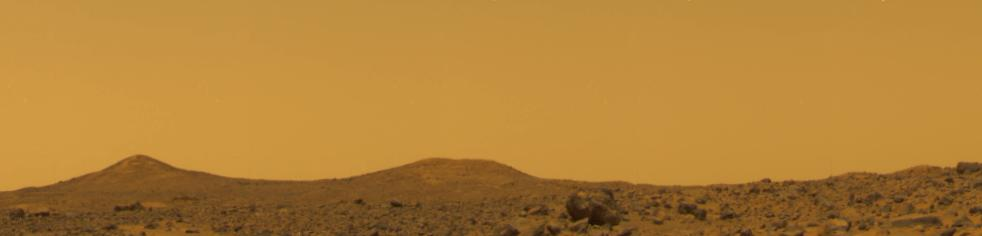
火星探路者拍攝的火星當地正午的天空。

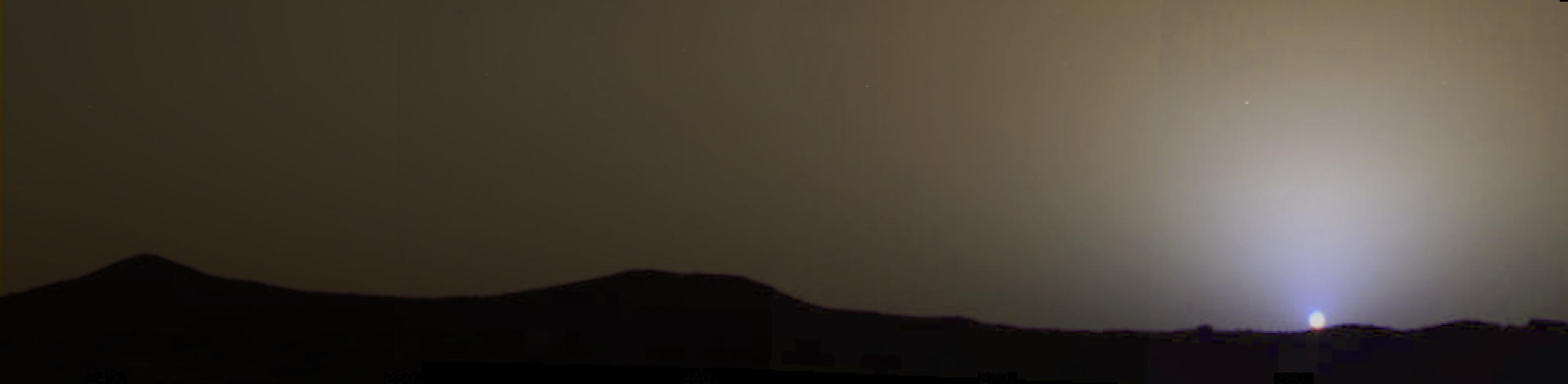
火星探路者拍攝的火星當地的日落。

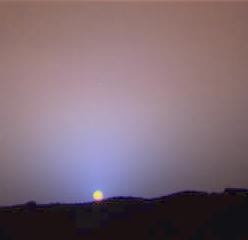
火星探路者拍攝的火星當地日落的特寫，顯示有著更多的顏色變化。

火星天文學這篇文章是介紹從火星這顆行星察看天空所看見的資訊和影像。在許多情況下，這些現象與地球所見的相同或是類似，但是有時會相當的不同，好比觀看地球是晨星或昏星。例如，因為火星的大氣層沒有臭氧層，這使得在火星表面有可能從事紫外線的觀察。
也另請參閱：外星的天空：火星。

## 季節
火星有著25.19°的軌道傾角，與地球 23.44°非常接近，因此火星也像地球一樣有春天、夏天、秋天、和冬天。如同地球，南半球和北半球是相對的，當一個半球是夏天時，另一半球則是冬天。 
然而，火星軌道的離心率比地球大且明顯，因此每個季節在長度上的差異也比地球更大：
| 季節                         | 太陽日 (在火星) | 日 (在地球) |
| ---------------------------- | --------------- | ----------- |
| 北半球的春天，南半球的秋天： | 193.30          | 92.764      |
| 北半球的夏天，南半球的冬天： | 178.64          | 93.647      |
| 北半球的秋天，南半球的春天： | 142.70          | 89.836      |
| 北半球的冬天，南半球的夏天： | 153.95          | 88.997      |

在實際上，這意味著在北半球和南半球這兩個半球的冬天與夏天有著不同的長度和強度。北半球的冬天是溫暖和較短的 (因為火星接近近日點，移動的比較快)，而在南半球的冬天較長且較冷 (火星在遠日點，移動得較慢)。同樣的，在北半球的夏天較長且較涼爽，而南半球的夏天較短且較熱。因此，在南半球的溫度極端比北半球要來得寬廣。
| 火星軌道 從2002起                                                                                         | 北半球 春分 | 北半球 夏至 | 北半球 秋分 | 北半球 冬至 |
| --- | ----------- | ----------- | ----------- | ----------- |
| 0: | 2002-04-18  | 2002-11-02  | 2003-05-06  | 2003-09-29  |
| 1: | 2004-03-05  | 2004-09-21  | 2005-03-23  | 2005-08-16  |
| 2: | 2006-01-22  | 2006-08-08  | 2007-02-08  | 2007-07-04  |
| 3: | 2007-12-10  | 2008-06-25  | 2008-12-25  | 2009-05-21  |
| 日期是由NASA的火星24小時的時鐘獲得的，網址為http://www.giss.nasa.gov/tools/mars24/ （页面存档备份，存于） |             |             |             |             |

火星上的季節延遲不會超過兩天，這是因為缺乏大量的水和其他因素所能提供的緩衝效應。因此，在火星上的溫度，春天大約是夏天的鏡像，秋天大約是冬天的鏡像，而如果火星的軌道是圓形的，最高溫和最低溫將出現在夏天和冬天的至點之後兩天左右，而不會像地球這樣延遲到一個月之後。造成春天和夏天的溫度差異的唯一因素是火星軌道的離心率較高：在北半球，春天時火星與太陽的距離比夏天時遠，因此春天的溫度會比夏天低，而秋天的溫度會比冬天溫暖。但是，在南半球卻正好相反。
當然，在春天和夏天之間的溫度變化都遠低於單一火星日 (太陽日) 的變化。每天，溫度的峰值出現在當地太陽日的正午，並且在午夜達到最低。這與地球的沙漠類似，並且更為明顯。 
值得注意的是火星 (或地球) 的轉軸傾斜和離心率不是固定不變的，但是更確切的說，由於來自太陽系其他行星引力的攝動，而以數萬年或數十萬年的時間刻度變動著。好比，以地球常規的離心率1%為例，可以增加到6%，在未來的某一個距離點上，與季節牽連在一起的曆法也會有不同長度的廣泛影響 (與它在一起的還有氣候的變遷)。
除了離心率，地球的轉軸傾角也會以41,000年的"傾角循環週期"在21.5°至24.5°間改變。這和其他類似的變化周期被認為是造成冰河期的原因 (參見米蘭科維奇循環)。相較之下，火星的傾角循環週期更為極端：在124,000年的循環中，在15°至35°變化著。新近的一些研究甚致認為在超過數千萬年的期間，會在0°至60°之間擺動。地球巨大的衛星顯然起了很大的作用，使轉軸傾角保持在合理的範圍內；火星沒有這種穩定的因素，因此它的轉軸傾角顯得更為渾沌。

## 天空的顏色
籠罩著火星日出和日落的天空顏色是帶著粉紅色的紅色，但是在鄰近太陽出沒的地方是藍色的。這是與地球完全不同的情境。然而，在白天的天空是黃棕的"果香"顏色。在火星，瑞利散射的影響通常非小。據信天空的顏色是由只佔塵埃體積中1%的磁鐵礦 粒子造成的。在太陽沉沒之後和升起之前持續許久的曙暮光，是因為火星大氣中所有的塵埃。有時，火星的天空呈現紫色，是因為雲中很小的水冰粒子散色陽光造成的。
生成準確真實色彩的影像，火星表面顏色的複雜令人驚訝。在發布的影像中，火星天空的顏色有非常大的變化；不過，在經過濾鏡最大化的處理後，許多有科學價值的影像都不會呈現真實的顏色。無論如何，多年以來，火星上天空的顏色被認為比現在有著更多的粉紅色。

## 天文現象

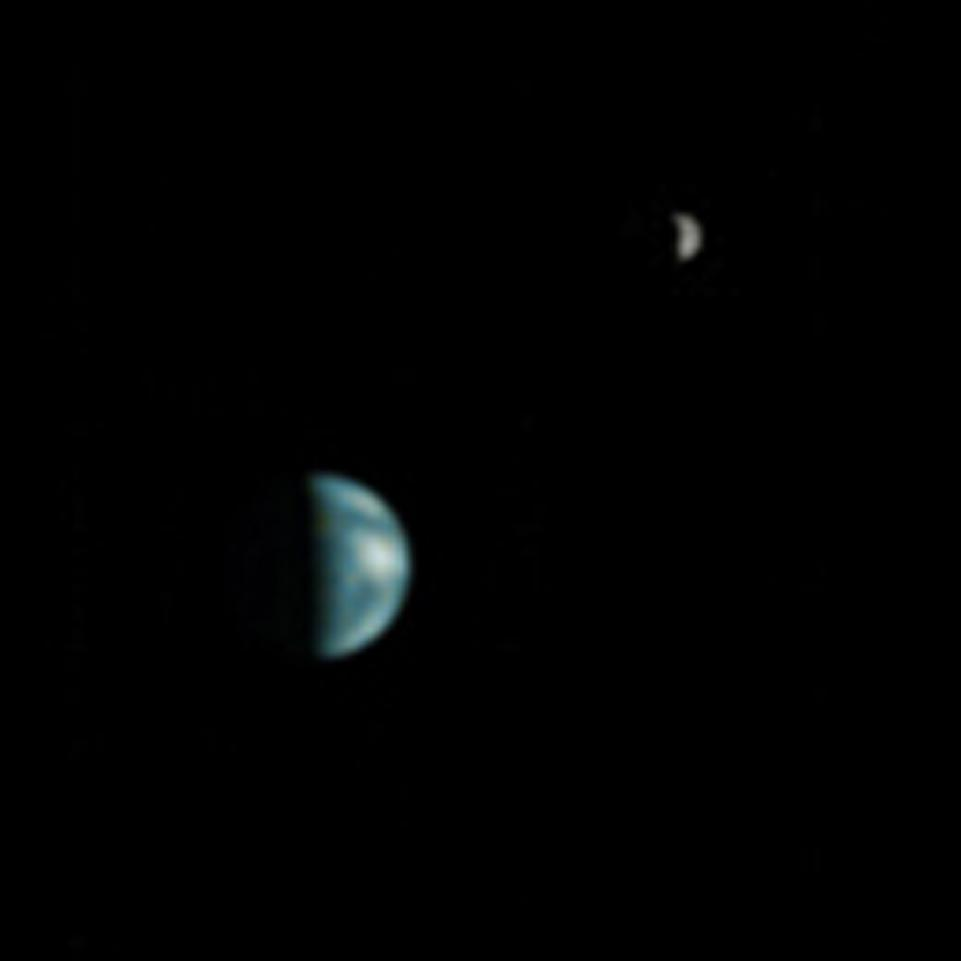
從火星看見的地球和月球，是火星全球探勘者號在2003年5月8日13:00協調世界時拍攝的，可以看見南美洲。

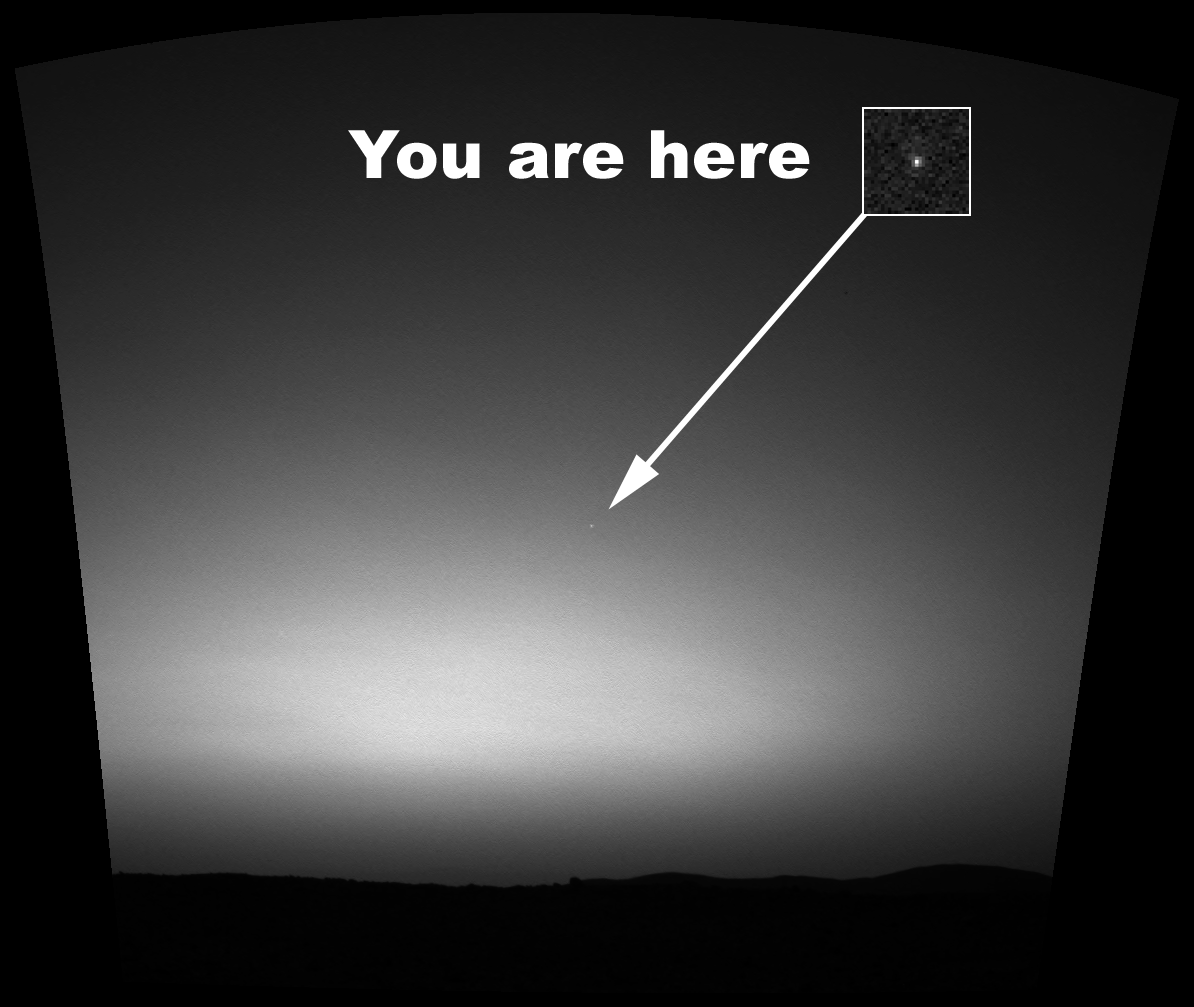
地球像一顆晨星，影像是精神號在2004年3月7日拍攝的。

### 地球和月球
從火星上看，地球是和金星一樣的一顆內行星 (是一顆"晨星"或"昏星")。以裸眼看地球和月球與恆星相似，但是用望遠鏡可以看見眉月形和一些表面的細節。
火星上的觀測者僅憑裸眼很容易就可以看見月球環繞著地球在運轉。相較之下，地球上的觀測者卻不能以裸眼看見任何一顆其他行星的衛星，直到望遠鏡發明之後不久，才發現其他行星的衛星 (第一批被發現的是木星的伽利略衛星)。
在角距離最大時，很容易分辨出地球和月球是一對雙星，但是大約一星期之後它們會合併成一個光點 (以裸眼觀看)，而大約再過一個星期，月球又會在相對的另一側分離到最大的角距離。月球和地球分離的最大角度也和地球和火星的距離相關：在地球最接近火星時 (接近內合) 大約有17'，而當距離最遠時 (接近外合) 就只有3.5'。做為比較，從地球看月球的視直徑是31'。 
最小的分離角度會小於1'；偶爾月球也會凌或從地球後面經過 (被地球掩蔽)。前一種情況相對的會從地球看見月掩火星，並且因為月球的反照率遠比地球低，整體的亮度將會出现降低的現象，但因為月球比地球小很多，遮蓋不掉太多的地球盤面，所以裸眼可能看不出這種光度上的變化。
火星全球探勘者號在2003年5月8日13:00UTC，非常接近與太陽最大的離日度，而與火星的距離是0.930AU時，拍攝了一張照片，地球、月球的視星等分別是-2.5和+0.9 。在不同時間的確實亮度，會受到火星的距離還有地球與月球的相位影響。
日復一日，在火星上的觀測者看見的月球會和地球上的觀測者所見的非常不一樣。在火星上的觀測者看見的月相每天的變化並不大，它會與地球的相位一致，並且只會隨著月球和地球在環繞太陽軌道上的位置改變而逐漸的變化。另一方面，在火星上的觀測者會看見月球的自轉與它的公轉有著一樣的週期，並且可以看見從地球上永遠看不見的月球背面。
由於地球是一顆內行星，火星上的觀測者會偶爾會看見地球經過太陽前方，這個現象下次將在2084年發生。當然，在火星上也可以看見金星凌日和水星凌日。

### 火衛一和火衛二

精神號拍攝的火衛一食太陽。

從火星上看火衛一的視直徑大約是地球上看到月球滿月視直徑的三分之一；另一方面，火衛二看起來只像是一顆星點，而幾乎完全無法看出大小。火衛一快速的公轉使他從火星的西邊升起，而從東邊落下；另一方面火衛二則是東升西沒，但是軌道週期只比火星日少幾個小時，所以間隔2.5天才會出沒一次。
火衛一在滿月時的最大亮度大約是-9或-10等，而火衛二大約是-5等。相較之下，地球上月球滿月時的亮度-12.7等。火衛一的亮度足以形成陰影，而火衛二只比從地球上看見最大亮度的金星稍微亮一些。當然，就像地球的月球一樣，在非滿月時的亮度會比較暗一些。不同於地球的月球，火衛一的相位和角直徑的變化是每個小時都不一樣的；火衛二則因為太小，以致裸眼看不出這些變化。
無論是火衛一或火衛二的軌道相對於火星赤道的傾角都很小，並且很接近火星。結果是在南北半球緯度高於70.4°的地區就看不見火衛一，緯度高於82.7°就看不見火衛二。在高緯度 (低於70.4°) 看見的火衛一，因為距離更遙遠，角直徑明顯的比較小。同樣的，在赤道上的觀測者看見火衛一升起和下沉時的角直徑，在與頭頂上的比較時也會比較小。

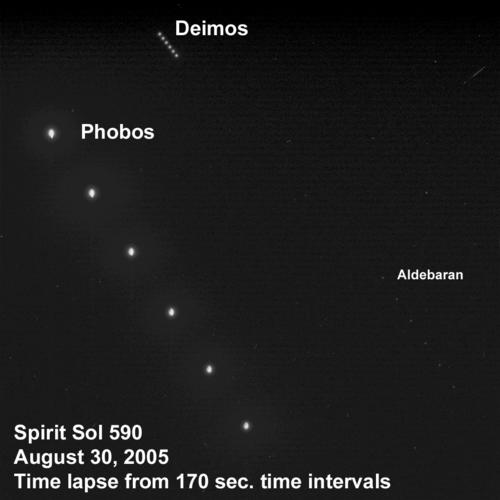
精神號看見的火衛一和火衛二。NASA/JPL-Caltech善意釋出的照片。

在火星上的觀測者可以看見火衛一和火衛二從太陽前方越過。因為火衛一的視直徑大於太陽是直徑的一半，因此火衛一凌日也可以稱為火衛一日食的日偏食。但是火衛二的情況稱微火衛二凌是適當的，因為相對於太陽盤面，它只是一個小點。
由於火衛一的軌道對赤道只有很小的傾角，因此火衛一的陰影投影在火星緯度上有著季節性的變化，循環性的從最北到最南再返回。在火星上某一個固定的地理位置，在一個火星年中有兩個時段火衛一的影子會掃掠過這個選定的緯度，並且每個間隔中該地有幾個星期的時間大約可以看見半打左右的火衛一凌日。火衛二的情況也類似，只是在一個間隔中完全看不見或只能看見一次的凌日。
除了在通過春分點和秋分點橫越赤道的時間之外，很容易就能觀察到衛星的陰影總是落在"冬半球"。因此火衛一和火衛二的凌日都發生在南半球和北半球的秋季和冬季。當春分和秋分前後，凌的發生靠近赤道附近；越靠近冬至，凌的發生緯度離赤道越遠。在任何一種情況下，冬至之前和冬至之後的凌日或多或少是對稱的 (不過，火星軌道較大的離心率阻礙了真正的對稱)。
火星衛星的快速運動，使利用它們創造天文導航成為可能。特別是，它們在群星之間的位置可以做為全球精確時間的基礎，結合由觀測太陽得到地方時的知識，可以用來測量觀測者所在地的經度。在地球，這是歷史上所知用來測量經度的月角距法，但是因為月球的移動緩慢得多，因此不是非常的實用，因此被約翰·哈里森發明的足夠精確的天文鐘取代。在地球上的月角距法，因為月球龐大的質量和遙遠的距離，事實上是個三體問題，遠遠超過早期天文計算可以達到的精確度，併發了確定它的軌道成為一個錯綜複雜的問題。
在火星上的觀測者也可以觀察到火衛一和火衛二的月食。火衛一大約有一小時在火星的陰影內，火衛二則大約是兩小時。出人意料的是，儘管它們的軌道非常接近火星的赤道，並且距離也很接近火星，火衛一偶爾也會逸出在陰影之外。
火衛一和火衛二都是同步自轉的衛星，這意味著在火星上的觀測者看不見它門的背面 (遠側)。儘管火衛一的軌道是低傾角和低離心率，火衛一仍如同地球的月球一樣有著天秤動。
由於火衛一的距離非常接近火星的表面和天秤動與視差的效應，在火星的低緯度和高緯度的觀測者，或是觀測火衛一出與沒的位置時，可以看見的火衛一總表面是遠超過50%的。
在火衛一正面的邊緣可以看見有個巨大的斯蒂克尼隕石坑。它從火星表面以裸眼可以很容易的看見。

### 流星和流星雨

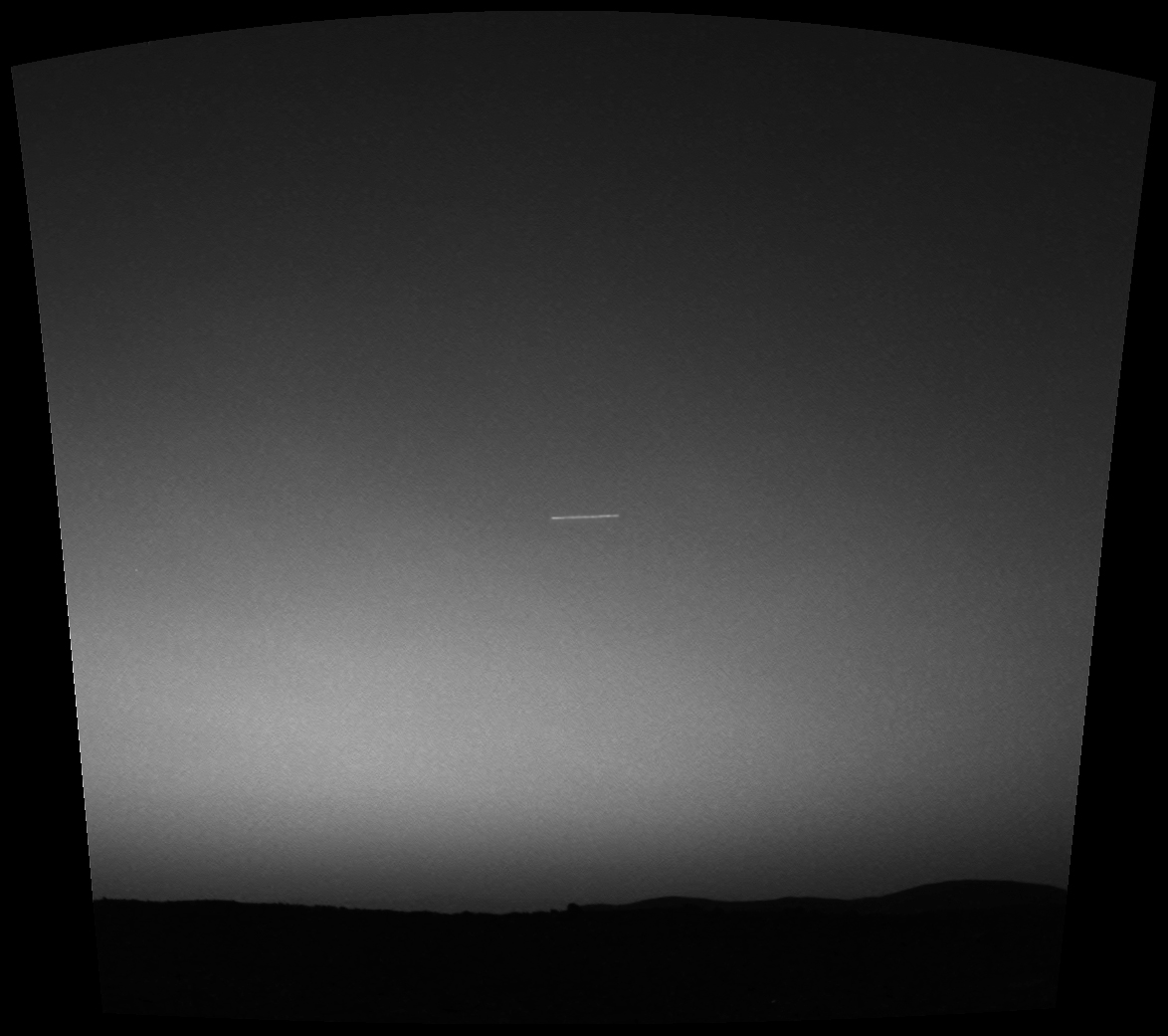
2004年3月7日，精神號拍攝到的第一張來自火星的流星照片。

由於火星有著相對於可見光是透明的大氣層 (與地球相似，但非常稀薄)，因此偶爾也會看見流星。在地球，流星雨出現在彗星軌道與地球交會的時時候；同樣的，儘管軌道交會的彗星與地球不同，火星也會有流星雨。
火星上的第一張流星照片已經被拍攝到了 (2004年3月7日被精神號拍到)，並且相信是由母彗星114P/懷斯曼-史基福彗星引起的流星雨的一部分。因為輻射點是在仙王座，這個流星雨可能被稱為火星的”仙王座流星雨”。 
如同在地球一樣，當一顆流星體夠大時，就有可能撞擊到表面成為隕石 (沒有在大氣層中完全燃燒掉)。在火星上發現的第一顆隕石 (已知在地球之外任何地方的第三顆隕石) 是隔熱罩岩。第一顆和第二顆是阿波羅登月計畫在月球上發現的。

### 極光
火星也有極光，但因為火星沒有函蓋全球的磁場，因此不會像地球總是出現在極區。相反的，它們會出現在火星地殼磁場異常地區的附近，這是火星早期磁場的殘餘。火星極光很獨特，與太陽系中其他地區看見的都不同。它們也可能出現在人眼看不見的區域，很大的部分都分布在紫外線的範圍。

### 天極和黃道
火星自轉軸目前的指向，天球北極在天鵝座內，R.A.21h 10m 42s，Decl.+52° 53.0′(或更精確些，317.67669 +52.88378)，靠近視星等6等的BD+52 2880 (也稱為HR 8106、HD 201834、或SAO 33185)，它的位置是R.A.21h 10m 15.6sDecl.+53° 33′ 48″。
在北十字頂端的兩顆星，天津一 (天鵝座γ) 和天津四 (天鵝座α) 可以指示出火星的天球北極點。 （页面存档备份，存于）極點大約在天津四和天鉤五 (仙王座α) 的半途，與前者的距離少於10度。由於天津四鄰近北極點，因此在火星的北半球，除了靠近赤道的地區，幾乎永遠繞著北極點而不會沒入地平線下。天津四和天鵝座γ的指向 像是個有用的時針，告訴我們恆星時。
火星的天球北級距離銀河平面只有幾度，因此銀河，特別是富裕的天鵝座區域，終年可見。
火星的天球南極對應於9h 10m 42s和-52° 53.0′，與2.5等的天社五 (船帆座κ，位於9h 22m 06.85s-55° 00.6′) 幾乎結合在一起，因此可以被視為南極星。全天第二亮的老人星 (船底座α)，在南半球大部分的緯度上，除了靠近赤道地區，都是拱極星。
在火星黃道上的黃道星座與地球幾乎是相同的，畢竟這兩個平面之間的傾斜角度只有1.85度；但是火星經過鯨魚座的時間只有6天，就離開並且重新進入雙魚座。分點和至點也不一樣：對北半球，春分點在蛇夫座，夏至點在寶瓶座和雙魚座的邊界，秋分點在金牛座，冬至點在室女座。
如同地球一樣，歲差會造成分點和至點在黃道星座上以數千年和萬年的周期循環。

### 長期變化

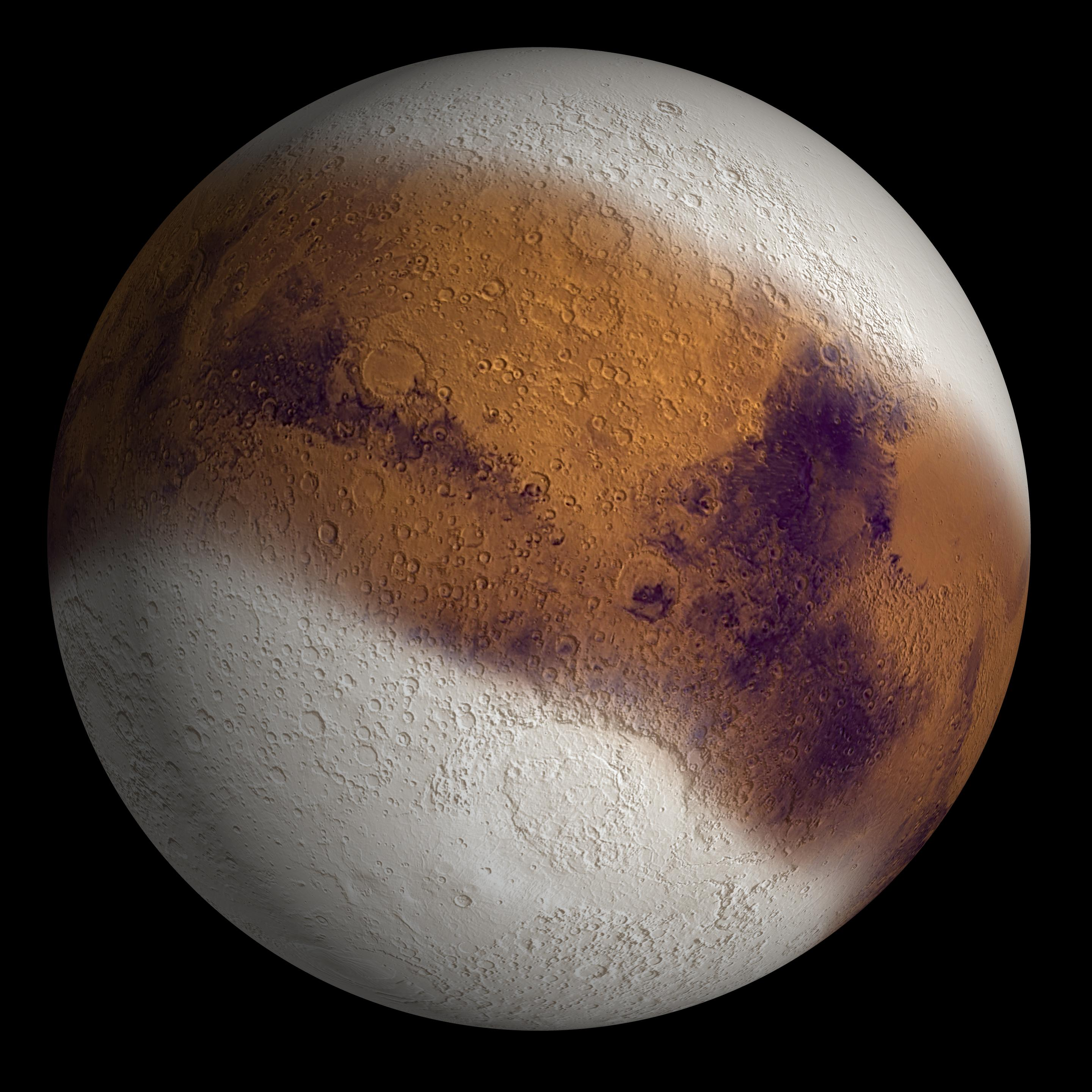
40萬年前火星自轉軸的大幅傾斜造成冰河期的說明圖。

如同地球一樣，進動的影響導致天球北極和南球在一個非常大的圓圈上移動，但是火星的歲差週期是171,000地球年，不同於而地球的26,000年。
如同地球一樣，還有另一種進動：火星軌道近日點的緩慢移動，造成近點年和恆星年的差異。但是，在火星上，這個週期是43,000年，而不是地球上的112,000年。
在地球和火星上，這兩種進動的都是在相對的方向上，使地球上回歸年和近點年的歲差週期是21,000年，而在火星上是27,000年。
如同地球一樣，火星的自轉 (一天的長度) 逐漸減緩。但是，這種效應比地球小了3個數量級。因為弗伯斯的引力效應可以忽略不計，影響主要來自太陽。在地球，月球的引力有著很大的影響。最終，在遙遠的未來，地球上的一天將與火星相同，然後就會超過火星一天的長度。
如同地球，火星經歷過米蘭科維奇循環，這是轉軸傾角和軌道離心率的在非常長期間內的變化，對長期氣候造成的影響。因為沒有巨大的衛星，火星自轉軸的傾角變化比地球大許多，火星的傾角變化週期是124,000年，相較之下地球只有41,000年。

## 外部連結
- Analemma on Mars
- Martian time